# 高村象平
高村 象平（たかむら しょうへい、1905年（明治38年）8月2日 - 1989年（平成元年）5月11日）は、日本の経済人類学研究者・ハンザ史研究者。専攻はドイツ中世都市の研究、とくにドイツ・ハンザの研究。慶應義塾長。中央教育審議会会長等を歴任。日本学士院会員。従三位勲一等瑞宝章。

## 経歴
東京市本所区小梅瓦町（現・東京都墨田区押上）生まれ。父は長野県更級郡出身の実業家である高村国策、母はなの長男。
開成中学校を経て、1923年（大正12年）慶應義塾大学経済学部予科入学。
1929年（昭和4年）3月慶應義塾大学経済学部卒業、同年4月助手。
ドイツ中世都市、「ハンザ」の研究で昭和10年から12年までベルリン大学及びミュンヘン大学に留学。東洋人で初めての「ハンザ史学会」会員となった。。
1955年（昭和30年）経済学部長、昭和33年図書館長、昭和35年塾長に就任。その他、大学の育林活動などを積極的に行った。
塾外においては、1960年（昭和35年）から1965年（昭和40年）まで日本私立大学連盟会長、1970年（昭和45年）より文部省教育課程審議会会長、1977年（昭和52年）より中央教育審議会会長を務め6年間に渡り我が国の教育制度を構築した。1977年（昭和52年）4月29日に勲一等、同年に日本学士院会員、1982年（昭和57年）交詢社理事長。
墓所は多磨霊園(1-1-2)。

## 人物像
高村自身の述べるところによると、慶應義塾への入学は決して本意ではなかったが、国立第二高等学校及び国立秋田鉱専の受験に失敗し、滑り止めで受験した慶應の予科に入ったという。そうした入学の経緯からか、予科時代には学問ではなく演劇に没頭した。本科に進んでから、演劇とは縁を切り、野村兼太郎の指導の下、経済史を専攻。卒業論文の題目は「クライミング・ボーイの研究」というものであった。
師匠の野村兼太郎と共に、原史料に基づく研究を行い慶應義塾大学を経済史研究の一大拠点に育て上げた。

## 著書
- 『ドイツ・ハンザの研究』（1959年）
- 『ドイツ中世都市』(1959年)
- 『五年のあしあと』（1965年）